# Hansteingambiet
Bij het schaken is het Hansteingambiet variant in de schaakopening Koningsgambiet. Het gambiet is ingedeeld bij open spelen.
De variant heeft de volgende openingszetten: 1.e4 e5 2.f4 ef 3.Pf3 g5 4.Lc4 Lg7 5.0-0 d6 6.d4 h6 7.c3.
Eco-code C 38.
De Duitse schaker Wilhelm Hanstein heeft zijn naam aan deze openingsvariant gegeven.